# Drakamöllan

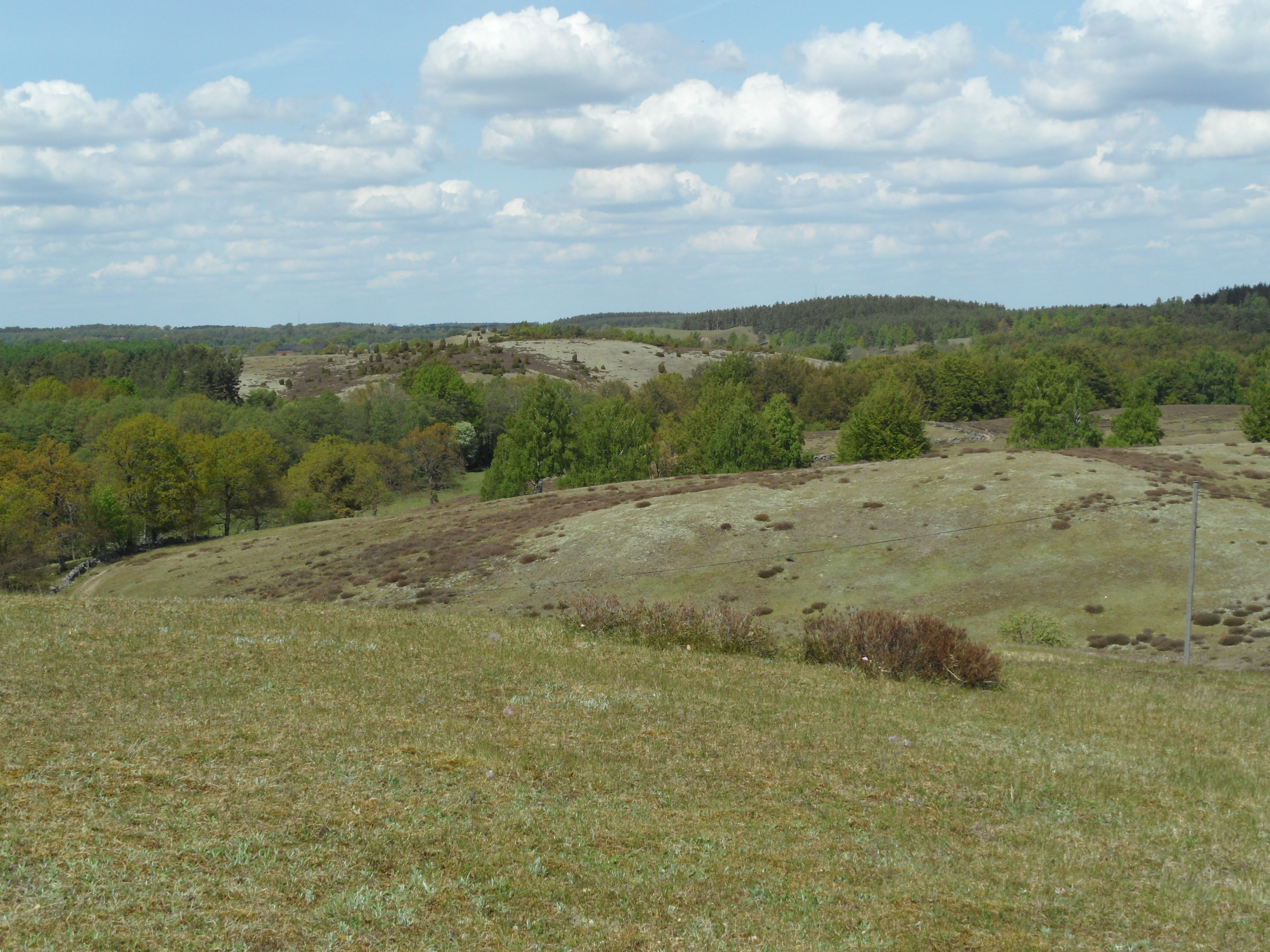
Drakamöllan med Äskebjär i bakgrunden.

Drakamöllan är ett naturreservat i Tomelilla kommun. Området som är en del av Brösarps socken är delvis en enklav längst söderut i Kristianstads kommun, vilket gör att Naturvårdsverket tar miste på vilken kommun reservatet tillhör.
Området består till största delen av ett starkt kuperat betes- och hedlandskap. Genom den nordöstra delen av området rinner Julebodaån och i de östra delarna växer bokskog på höjderna och fuktlövskog i sänkorna. Vegetationen i hela reservatet är starkt betespräglat förutom vissa partier av fuktlövskog. Heden, med höjdskillnader på upp till 50 m, domineras av ljunghed men även borsttåtelhed och ett litet område av tofsäxinghed finns.
Drakamöllan tillsammans med Kumlan och Brösarps backar utgör de sista resterna av ett gammalt kulturlandskap i Östskåne som är unikt för hela Östersjön. Motsvarigheter finns endast på Ölands och Gotlands alvarmarker.
I nordöst gränsar Drakamöllan till naturreservatet Kumlan som har ett liknande hedlandskap med en av Sveriges största förekomster av sandstäppsvegetation.
Genom naturreservatet Drakmöllan går Blåvingeleden som är en 9 km lång vandringsled. Blåvingeleden går även genom de intilliggande naturreservaten Kumlan, Lillehem och Maglehem.
Drakamöllan är även ett natura 2000-område.

## Flora och fauna

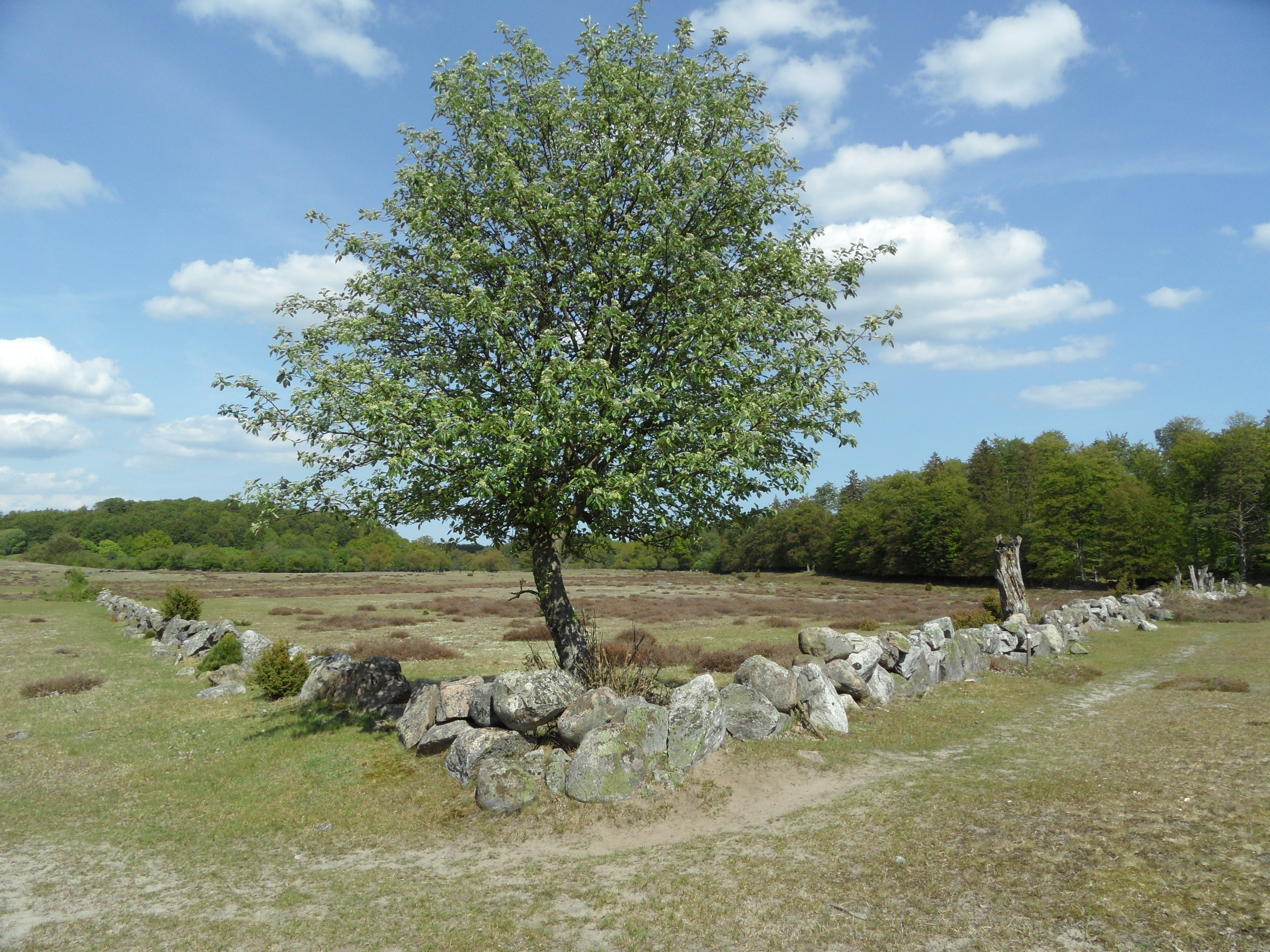
Stengärde kring betesmark i sydöstra delen av Drakamöllan.

På Drakamöllans hedar växer backsippa, backtimjan, borsttåtel, dvärgjohannesört, hedblomster, ljung, mandelblomma, monke, rödklint, rödven, småvänderot, sandlilja och tofsäxing. I reservatet finns förutom sandödla även många insekter som svartfläckig blåvinge, månhornsbagge, fyrfläckig dyngbagge, silversmygare och åkerväddsantennmal.
Svampfloran är mycket rik med många sällsynta arter som gul kragskivling, kornig röksvamp, lökbrosking, mosskantarell, nejlikbrosking, ockragul grynskivling, silkesrödhätting, skålröksvamp, strimmig slätskivling, stråbrosking, toffelskräling, trattnavling, och vit vaxskivling, samt de rödlistade arterna dvärgjordstjärna och stjälkröksvamp.
I bokskogen finns sommargylling och örterna gulplister och harsyra. Fuktlövskogen består till största delen av al och ask. I Julebodaån finns bäcknejonöga, stensimpa, ål samt både havsöring och bäcköring. I sumpskogen kring ån finns fåglar finns kungsfiskare, forsärla och strömstare. Även långbensgroda har setts i området.

## Historik
Det böljande landskapet med backar av grus och sand bildades när inlandsisen drog sig tillbaka vid senaste istidens slut och en issjö dränerades. Materialet kommer till stor del från Kristianstadsslätten och är mycket kalkrikt.
Området har under lång tid använts som betesmark och fram till så sent som på 1960-talet förekom det ålderdomliga jordbruket "vandrande åkrar" i området. Vandrande åkrar innebar att man odlade åkrarna endast under ett par år varefter åkrarna låg i träda upp till trettio år då marken användes för bete.
Namnet Drakamöllan skall komma från en mjölnare vid namn Drake. I reservatet finns nu bara ruinerna efter ett par av de kvarnar som fanns utmed Julebodaån. Gården Nya Drakamöllan, där det i dag finns ett gårdshotell, är från 1600-talet med tillbyggnader från 1700- och 1800-talen.

## Vägbeskrivning
På riksväg 19 cirka 1 km söder om Maglehem tar man av västerut på grusvägen med sevärdhetsmärket till Drakamöllans naturreservat.